# Nikon D5200
Nikon D5200 — цифровой однообъективный зеркальный фотоаппарат компании Nikon, обладающий матрицей формата APS-C (Nikon DX). В семействе моделей занял место между камерой начального уровня Nikon D3200 и моделью для опытных любителей Nikon D7000.
Фотоаппарат был представлен 7 ноября 2012 года и поступил в продажу в конце 2012 — начале 2013 года.

## Общие сведения
D5200 пришёл на смену 16-мегапиксельному Nikon D5100 и оснащён новой матрицей с разрешением 24 мегапикселя, более совершенными системами автофокусировки и экспозамера, заимствованными у Nikon D7000, а также улучшенными возможностями при съёмке видео. Максимальная скорость съёмки выросла с 4 до 5 кадров в секунду.

## Электроника

### Матрица
Nikon D5200 оснащён новой КМОП-матрицей Toshiba TOS-5105 с разрешением 24 мегапикселя. В тесте DxOMark, который оценивает динамический диапазон, количество передаваемых оттенков и уровень шумов, D5200 набрал максимальный балл среди всех фотоаппаратов с матрицей формата APS-C, отобрав лидерство у семейства Pentax K-5 / K-5 II / K-5 IIs.